# 2060-те
2060-те години са шестото десетилетие на XXI век, обхващащо периода от 1 януари 2060 до 31 декември 2069 година.